# Lago Hongrin
O Lago Hongrin  é um lago artificial localizado em Vaud, Suíça. O reservatório deste lago tem uma superfície de 1,60 km² e está localizado nos municípios de Château-d'Oex e Ormont-Dessous. 
O reservatório é formada por duas barragens em arco, a Barragem Hongrin Nord e a Barragem Sud Hongrin que foram concluídas em 1969.